# ソラカラちゃん
ソラカラちゃんは、東京スカイツリーの公式マスコットキャラクター。

## 概要
2010年10月28日に公開された。キャラクターデザインは「Qoo」「ビオレママ」などを手がけている博報堂クリエイティブ・ヴォックス所属のm&k（丸山もゝ子・鍬本良太郎）。開発意図として、東京スカイツリーに「空から」舞い降りてきたキャラクターとして誕生した。ソラカラちゃんが公開された同じ日にサブキャラクターとして、テッペンペンとスコブルブルも公開された。

## 特徴
星型の頭をしており、スカイツリーに似た青地に網目柄のワンピースを着ている。首から望遠鏡を提げている。活発で好奇心旺盛な性格。ステキな発見をしたり嬉しいことがあると、頭の星がキラキラと光る。
プロフィール
- 誕生日：10月28日
- 性別：女性
- 出生地：とんがり星
- 口癖：「そらから これから いってみるから」
- 好きな事：鼻歌を歌う事
- 宝物：おじいちゃんにもらった望遠鏡
- 夢：東京スカイツリーで世界中の人達と出会う事
- 担当声優：渡部優衣

## サブキャラクター

### テッペンペン
ソラカラちゃんが東京スカイツリーで出会ったペンギン。ちょっとミーハーでおしゃれ好き。頭の星と長い睫毛、ハイヒールが特徴。
プロフィール
- 性別：メス
- 出生地：遠い海
- 口癖：「いっぺん テッペン いってみて!」
- 好きな事：最新の美味しいもの、おしゃれなものに触れる事
- 宝物：たくさん集めているハイヒール
- 趣味：いろんな国の言葉を勉強中
- 担当声優：山口立花子

### スコブルブル
ソラカラちゃんが東京スカイツリーで出会った。
下町の生き字引的なおじいさん犬。星マークの入ったTシャツを着ている。
プロフィール
- 性別：オス
- 出生地：下町
- 口癖：「きょうも スコブル いいかんじ!」
- 好きな事：ソラカラちゃんと、おじいちゃんと孫のようにデートする事
- 趣味：俳句を詠む事、駄洒落を考える事
- 担当声優：坂本頼光